# 扬·亨利克·东布罗夫斯基
扬·亨利克·东布罗夫斯基（發音：[ˈjan ˈxɛnrɨk dɔmˈbrɔfskʲi]；1755年8月29日—1818年7月6日），波兰将军和民族英雄。

## 生平
东布罗夫斯基出生在波兰立陶宛联邦皮耶日胡夫，父母分别为扬·米哈乌·东布罗夫斯基和索菲·内·冯·莱托夫。他早年在萨克森选侯国霍耶斯韦达生活，而他的父亲在那里为萨克森军服役，任团长。1770年，东布罗夫斯基进入萨克森王室骑兵卫队，在1788年至1791年间任萨克森国王弗里德里希·奥古斯特一世的副官。
1791年，在波兰四年瑟姆呼吁所有在国外服役的波兰人加入波兰军队后，东布罗夫斯基回到波兰。身为曾在德累斯顿军事学院受训的骑兵，他奉命改革波兰骑兵。在波尼亚托夫斯基的指挥下，他参与了1792年的对俄战役。1794年柯斯丘什科起义爆发，他此时身在波兰。他参与起义运动，保卫华沙，率领一支军团支援大波兰的起义活动。东布罗夫斯基的勇气得到国家军队最高统帅塔德乌什·柯斯丘什科的赞许，而后者也将前者提拔为上将。但是，欣赏东布罗夫斯基的不只有柯斯丘什科；在起义失败后，俄国和普鲁士都向他授权指挥本国军队，但他选择为波兰而战。

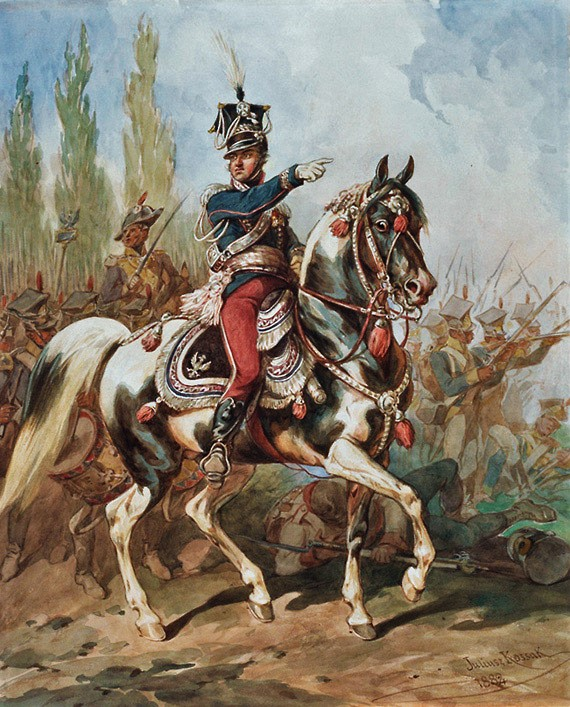
扬·亨利克在波兰军团.

东布罗夫斯基在拿破仑战争中组织意大利波兰军团，并因此载入波兰史册。1796年，他开始组建军团，当时拿破仑将他召到巴黎，而奇萨尔皮尼共和国也批准他建立波兰军团，作为新近成立的伦巴第共和国的军队的一部分。2年前，俄普奥三国第三次瓜分波兰，波兰自此从欧洲地图上消失，但是在法国对波兰独立事业的支持下，波兰军队给予这个国家重返国际舞台的机会。因此，在意大利人拒绝为法国作战的情况下，意大利波兰军团的成立对法国人与波兰人都有利。

家纹

军团将由波兰流亡人士构成。东布罗夫斯基保留了传统的波兰军服、国徽和波兰军官团。他在军服上所做的唯一妥协是在肩章上饰上伦巴第颜色与法兰西三色的拱形。东布罗夫斯基向波兰人发表宣言，这份宣言同时在意大利、法国和德国的期刊上发表，引起了波兰移民的强烈回应。随后，尽管有瓜分波兰的强权的处罚，志愿者仍让伦巴第的首都米兰布满刻痕。这些志愿者包括爱国移民，也包括被奥军释放的波兰俘虏。在短时间之内，东布罗夫斯基便收集了7000名潜在士兵，而他让这些人形成一支训练有素的军队。
自1797年至1803年初，东布罗夫斯基的波兰军团一直为拿破仑作战。作为军团指挥官，他在意大利战场起到重要作用。东布罗夫斯基1798年进入罗马，1799年6月19日在特雷比亚战场上为自己扬名，而在1799年至1801年间，其他大大小小的战役与战斗中也都有他的身影。但是，军团未曾到过波兰一步，自然也不能如东布罗夫斯基所想的那样解放祖国。然而，拿破仑确实注意到他勇敢的士兵与他们的指挥官已越发不满。他们对法国和俄国在吕内维尔签订和约尤为失望；波兰人民一直希望拿破仑解放波兰，而拿破仑的这种做法明显是对他们的希望的一次冲击。但是，因为惧怕叛乱，拿破仑决定解散军团。这意味着波兰裔军队的崩溃。而他对波兰军团尤其致命的一步，则是在1803年做出的派6000名军团士兵来到海地镇压当地叛乱的决定。军团在海地伤亡惨重，只有300名军团士兵能够回到欧洲。
在波兰军团解散，亚眠和约通过后，东布罗夫斯基成为意大利共和国的少将。1806年，拿破仑再次召见他，并命令他建立一支波兰裔军队，拿破仑希望利用这支军队从普鲁士手中重夺大波兰。波兰人再次志愿入伍，尽管他们的热情远不及以前。东布罗夫斯基在格但斯克和弗里德兰表现卓著，但被阻止在波兰的其他地方与瓜分势力作战，而此后他自己也不再抱有光复波兰的幻想。

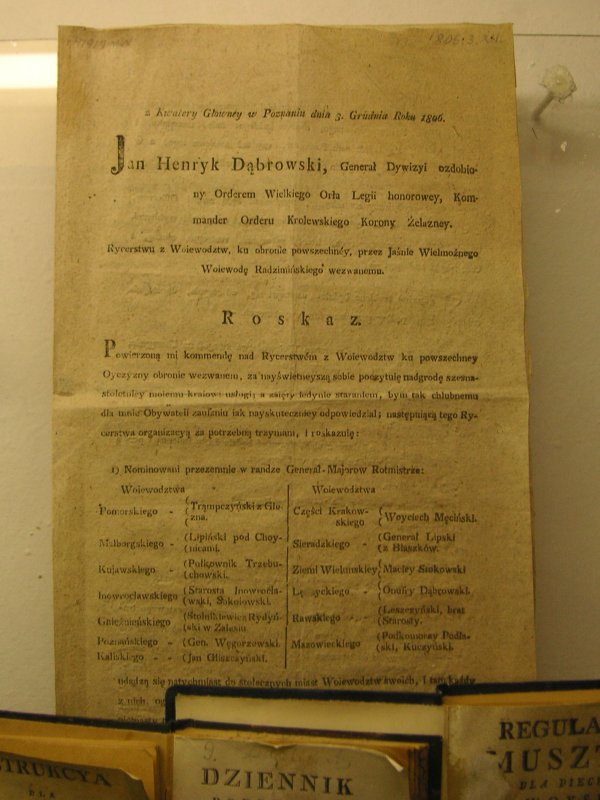
东布罗夫斯基在1806年下达的命令，为波兰各省引入新的战斗序列

1807年，华沙公国在被收复的波兰失地上建国，该国本质上是法兰西帝国的卫星国。对拿破仑感到失望的东布罗夫斯基在波兹南定居下来，他在那里得到一处庄园。但是，随后他回到战场，在约瑟夫·波尼亚托夫斯基亲王的指挥下对奥地利作战。拉申战役后，波兰军队进军加利西亚，7月15日攻占克拉科夫。1812年6月，东布罗夫斯基指挥拿破仑大军中的一支波兰师，与拿破仑的俄国远征军会合。但是，到10月份时法俄战争结束，受到严冬的影响，法军被迫撤退。别列津纳河战役为他们对俄作战的失利划上句号，而东布罗夫斯基在这场战役中受伤。
莱比锡战役（1813年）中，东布罗夫斯基在奥古斯特·德·马尔蒙元帅麾下作战，但在翌年回到波兰，未能继续作战。他是奉沙皇之命重建波兰军队的将领之一，在1815年被任命为骑兵上将和新建立的波兰会议王国的王权参议员，此外还被授予白鹰勋章。翌年他退居他在普鲁士王国波森大公国温诺古拉的庄园中，最终在1818年去世。他用波兰语写了很多军事历史学的著作。
他的姓的法语版本"Dombrowsky"被刻在巴黎凯旋门。

## 波兰国歌
现在的波兰国歌是在波兰军团成立时谱写的。1797年7月15日至21日谱写的《意大利波兰军团颂歌》以玛祖卡舞曲旋律为调式，风靡整个军团。这首颂歌由东布罗夫斯基的密友约瑟夫·韦比茨基作词。歌词的开头是“波兰永不灭亡”，这是为了辟除普鲁士人的谣言，根据普鲁士的说法，在马切约维采战役中失利后，塔德乌什·柯斯丘什科大声喊道“这是波兰的灭亡！”（"Finis Poloniae!"）。

## 荣誉
东布罗夫斯基在1804年被授予法国大十字荣誉军团勋章，在1806年被授予意大利铁王冠勋章、在1807年被授予骑士十字勇气勋章。1815年，他被授予白鹰勋章和俄罗斯的圣弗拉基米尔勋章与圣安娜勋章。

## 備注
1. ↑  [未定义] 错误：[未定义] 错误：{{Langx}}：缺少语言标签（帮助）：无文本（帮助）[3]；德語：[4]

## 传记
- Adam Skałkowski. .  V. 1939–1946 （波兰语）.
- . Uniwersytet im. Adama Mickiewicza. 1970  [2019-11-18]. （原始内容存档于2014-01-02）.
- Zych, Gabriel. . Wydawn. Ministerstwa Obrony Narodowej. 1964  [2019-11-18]. （原始内容存档于2013-10-16） （波兰语）.
- Chisholm, Hugh (编). .  8 (第11版). London: Cambridge University Press. 1911.